# Zilverduif
De zilverduif (Columba argentina) is een ernstig bedreigde endemische vogelsoort uit de familie van duiven (Columbidae). De vogel werd in 1855 (publicatie is uit 1857) door de Franse vogelkundige Charles Lucien Bonaparte beschreven. Het is een ernstig bedreigde, endemische vogelsoort op eilanden tussen Sumatra en Borneo.

## Kenmerken
Deze duif is 34 tot 38 cm lang. Deze vogel lijkt sterk op de bonte muskaatduif (Ducula bicolor). De bonte muskaatduif is een zwart-witte duif met witte kop, rug, buik en borst en ook witte vleugeldekveren, maar met donkere slagpennen zodat in vlucht zowel van boven als van onder, de vleugels voor de helft zwart zijn. De staart is wit met een brede zwarte eindband. De zilverduif is niet wit, maar zilverkleurig grijs op de nek, rug en vleugeldekveren. Een ander subtiel verschil is de eindband op de staart: aan de binnenzijde is deze recht afgegrensd (bij de bonte muskaatduif driehoekig).

## Verspreiding en leefgebied
Deze soort kwam tot in het begin van de 20ste eeuw algemeen voor op kleine Indonesische eilanden ten noorden van Sumatra en tussen Sumatra en Borneo. In 2010 kwam overduidelijk bewijs voor de aanwezigheid van deze soort (drie exemplaren) op het eiland Simeulue. In 2008 werden waarschijnlijk zilverduiven gezien op het Maleisische eiland Sembilang en er kwamen nog meer onbevestigde waarnemingen uit onder andere het Nationaal park Berbak en de Batoe-eilanden (in 2011).
Het leefgebied van de zilverduif is bosrijk gebied zoals mangrovebos, kokosplantages en heuvellandbos, meestal op kleine eilanden en meestal in laagland tot 100 m boven de zeespiegel.

## Status
De zilverduif heeft een zeer klein en verbrokkeld verspreidingsgebied en daardoor is de kans op uitsterven aanwezig. Deze duif kan zich echter ophouden in groepen met de (niet zo zeldzame) bonte muskaatduif en kan daardoor over het hoofd worden gezien. De grootte van de populatie werd in 2013 door BirdLife International geschat op 50 individuen en de populatie-aantallen nemen waarschijnlijk af omdat de bevolking op de eilanden toeneemt en daarmee ook katten en andere roofdieren, verder ontbost men de eilanden en worden de duiven bejaagd. Om deze redenen staat deze soort als ernstig bedreigd (kritiek) op de Rode Lijst van de IUCN.